# Stadion Ljudski vrt
Le Stadion Ljudski vrt est un stade multi-usage slovène situé à Maribor.
D'une capacité de 12 435 places, il accueille les matches à domicile du NK Maribor, club évoluant dans le championnat de Slovénie de football ainsi que les matches de l'équipe nationale slovène.